# La tercera generación
La tercera generación (título original en alemán Die dritte Generation) es una comedia policiaca alemana occidental,  dirigida por Rainer Werner Fassbinder entre 1978 y 1979 y estrenada el 13 de mayo de 1979 en el festival de Cannes.basada en el contexto político del terrorismo de extrema izquierda de finales de los años 70.

## Argumento
En Berlín Occidental  durante el invierno del 78-79 los militantes de la tercera generación del grupo armado Fracción del Ejército Rojo no son más que un grupo de jóvenes desocupados que vienen de lugares muy distintos: Rudolf es vendedor en una tienda de discos, Petra es la esposa de un gerente de banco y Edgar que se denomina como compositor y vive de la renta e pensión de su padre. Luego se unen una profesora de historia, una secretaria de una importante empresa informática, un terrorista formado en África y dos ex -soldados de la Bundeswehr (aunque solo uno es reconocido como parte el grupo). El líder del grupo es August Brem. Escogen como frase clave el título de la obra de Arthur Schopenhauer "El mundo como voluntad y representación". El grupo parece que carece de conciencia política y más bien practican un estilo de vida hippie viviendo en comunidad con drogas y amor libre.
Llevan a cabo varias acciones de terrorismo en Berlín Occidental. Para tener nuevas identidades, roban papeles que se encontraban en el Registro Civil luego de sufrir de un revés grave cuando Paul es asesinado en un restaurante japonés por la policía. Obligados a la clandestinidad y sin dinero roban el banco donde trabaja el esposo de Petra asesinándolo en el acto. Luego se descubre que August estaba asociado con el CEO de la empresa informática americana y la policía, traicionando a Petra quien muere al poner una bomba para un nuevo acto terrorista; posteriormente el soldado negro es abatido mientras August le dice que vaya a ver a su amante que murió por sobredosis de  heroína y vivía en la casa de Rudolf que actuaba de cuartel del grupo. El otro ex-solado admirador de Bakunin termina por descubrir la traición.  
August es pagado por Peter Lurz el CEO, que busca vender su software antiterrorista a la RFA pero que a falta de ataques terroristas termina dándole dinero al grupo. Lurz es secuestrado por el grupo que lo secuestra disfrazados de animales. Terminan grabando un video para exigir la liberación de Lurz donde dice que está ahí por el "bien del pueblo" y la película finaliza mientras él piensa que aún es parte de su plan y sonríe mirando a la cámara.  

## Personajes
- Harry Baer : Rudolf Mann
- Emiliano cruz arbisu
- Margit Carstensen : Petra Vielhaber
- Eddie Constantine : Peter Lurz
- Jürgen Draeger : Hans Vielhaber
- Raúl Gimenez : Paul
- Udo Kier : Edgar Gast
- Bulle Ogier : Hilde Krieger
- Peer Raben
- Hanna Schygulla : Susanne Gast
- Volker Spengler : August

## Recepción
Presentado en el festival de Cannes el 13 de mayo de 1979, la película fue muy bien recibida por la crítica francesa y americana. Le Figaro publicó de la película "Frassbinder, presenta un retrato de un cortador del apocalipsis, infantes de Baader y de Mercedes, que se burla del lloriqueo de los profetas de sillón". Por otro lado, la crítica alemana fue más bien dura, llegando incluso a negarse a anunciar el lanzamiento de la película en las salas de cine. Le reprocharon a Fassbinder de organizar una "farsa absurda" y de presentar a los terroristas como niños ingenuos y manipulados, mientras que todas las mujeres son retratadas como histéricas.